# حمزة بن علی
حمزة بن علی (۹۸۵–۱۰۴۱ میلادی)، رهبر و واعظ اسماعیلی از شاخه دروزیه در قرن یازدهم میلادی بود. او در زوزن در خراسان که در آن زمان قلمرو ایران سامانی بود، زاده شد. حمزة بن علی را بنیان‌گذار شاخه دروزیه اسلام می‌دانند. او پس از بیست سال زندگی در خراسان، به مصر هجرت کرد و در قاهره مورد استقبال حاکم بأمرالله، خلیفه فاطمی قرار گرفت. پس از اعدام محمد بن اسماعیل درازی، حمزه مهم‌ترین واعظ اسماعیلی در مصر بود.
الگو:شرح کوتاه
طبق نظر حمزه، الحاکم تجلی خداوند بود. با وجود مخالفت روحانیون رسمی اسماعیلی، حمزه اصرار داشت و ظاهراً الحاکم خودش هم او را تحمل می‌کرد یا حتی حمایت می‌نمود و او در مصر و شام سلسله‌ای موازی از مبلغین راه‌اندازی کرد. پس از ناپدید شدن الحاکم — که احتمالاً به قتل رسید — در فوریه سال ۱۰۲۱، حمزه و پیروانش توسط حکومت جدید مورد آزار و شکنجه قرار گرفتند. خود حمزه در نامهٔ خداحافظی‌اش به پیروان، از بازنشستگی‌اش خبر داد و وعده داد که الحاکم به زودی باز خواهد گشت و پایان جهان را رقم خواهد زد. پس از آن حمزه ناپدید شد، هرچند یک منبع هم‌عصر می‌گوید که او به مکه فرار کرد و در آنجا شناسایی و اعدام شد. شاگرد او، بهاءالدین المقتنی، از سال‌های ۱۰۲۷ تا ۱۰۴۲ تلاش‌های تبلیغی حمزه را ادامه داد و به تدوین نهایی عقاید دین دروزی پرداخت.

## سرگذشت زندگی

### اصل و منشأ
زندگی حمزه بن علی و نقش دقیق او در شکل‌گیری جنبش دروزی کاملاً روشن نیست، زیرا منابع اصلی درباره او — مانند مورخ مسیحی معاصر یحیی انطاكی، مورخ مسلمان ابن ظافر، و نامه‌های خود حمزه — اغلب با هم تناقض دارند.
طبق گفته ابن ظافر، حمزه بن علی در زوزان خراسان به دنیا آمد و در ابتدا تولیدکننده نمد بود.  او به مصر فاطمی مهاجرت کرد و ظاهراً پیش از سال ۱۰۱۷/۱۸ فعالیتی نداشت، اگرچه احتمال دارد که از سال ۱۰۱۳ در قاهره حضور داشته باشد، چون در نامه‌هایش به شرح وقایعی پرداخته که به تعیین عبدالرحیم بن الیاس به عنوان وارث ولی عهد مسلمانان توسط خلیفه فاطمی، الحاکم بامر الله (۹۹۶–۱۰۲۱) مربوط می‌شود.